# 4729 Mikhailmilʹ
4729 Mikhailmilʹ este un asteroid din centura principală, descoperit pe 8 septembrie 1980 de Liudmila Juravliova.